# POKLOP
POKLOP byla autorská dvojice kresleného humoru, která tvořila v letech 2005 až 2016. Luboš Pospíšil (* 6. září 1950 v Jeseníku) vtipy vymýšlel, Karel Klos (18. ledna 1945 ve Volyni – 10. dubna 2016 v Praze) je kreslil.

## První spolupráce
Hráli společně v hudební skupině C&K Vocal. Karel Klos (kytara) hrál již v první sestavě skupiny (1969), Luboš Pospíšil (akordeon, klavír, zpěv) přišel do skupiny v roce 1971.

## Druhá spolupráce
Karel Klos nejprve dělal kreslené vtipy s Václavem Mikoláškem pod značkou Mikl. Po rozpadu dvojice Mikl (1990) kreslil vtipy pod svým jménem, v roce 2005 založili s Lubošem Pospíšilem značku POKLOP. Kreslili vtipy do časopisu Sorry. Dále spolupracovali s Rádiem Beat a Literárními novinami. Své kreslené vtipy vystavovali v Divadle na Prádle, v Galerii Chodba v Ratajích nad Sázavou, v Jindřichově Hradci či v Buchlovicích. 
V roce 2012 vydalo nakladatelství Logo Fogo knížku kreslených vtipů 100 x POKLOP. Jejich tvorba byla dále publikována např. v katalogu Čtvrt kila ČUK aneb 25 let České unie karikaturistů, který v roce 2015 vydala Česká unie karikaturistů.